# Castéras
Castéras ist eine französische Gemeinde mit 22 Einwohnern (Stand 1. Januar 2022) im Département Ariège in der Region Okzitanien. Sie gehört zum Kanton Arize-Lèze und zum Arrondissement Saint-Girons.
Nachbargemeinden sind Carla-Bayle im Nordwesten, Artigat im Nordosten, Lanoux im Südosten, Sabarat im Süden und Les Bordes-sur-Arize im Südwesten.

## Bevölkerungsentwicklung
| Jahr      | 1962 | 1968 | 1975 | 1982 | 1990 | 1999 | 2008 | 2015 |
| --------- | ---- | ---- | ---- | ---- | ---- | ---- | ---- | ---- |
| Einwohner | 41   | 37   | 35   | 28   | 22   | 30   | 31   | 28   |